# Ácido 3-hidroxiantranílico
Ácido 3-hidroxiantranílico ou ácido 2-amino-3-hidroxibenzoico é um intermediário no metabolismo do triptofano. É um antioxidante recentemente isolado a partir do extracto em metanol de tempeh. É eficaz na prevenção da auto-oxidação do óleo e de pós derivados de soja, enquanto o antioxidante 6,7,4‘-triidroxiisoflavona não é.